# НПП «Радар ммс»
АО «Научно-производственное предприятие «Радар ммс»» — предприятие оборонной промышленности России. Занимается системами самонаведения высокоточного оружия, военной и гражданской авионики, систем мониторинга и навигации, СВЧ и цифровой техники, точного приборостроения, сложного программного обеспечения.

## Производство
Направления деятельности АО «НПП Радар ммс»:
- Беспилотные авиационные системы[2][3]
- Магнитометрические системы
- Системы гидрометеообеспечения
- Комплексы морского базирования
- Цифровой город
- Датчики и измерительные системы
- Пожарная автоматика
- Скоростные суда
- Услуги и сервис

### Оборонная промышленность
Один из основных видов продукции «Радар ммс» — системы управления и наведения для высокоточного оружия. Так предприятие производит активную радиолокационную головку самонаведения для крылатых ракет Калибр, Х-35, Х-59. Предприятие сотрудничает с Минобороны, МВД, Росгвардией и российскими оружейными заводами.

## История
Началом деятельности предприятия считается 17 января 1950 года, когда в составе завода № 275 было организовано ОКБ-275. Его задачей было доведение до серийного производства систем ближней навигации и слепой посадки самолетов, а также монтаж и наладка указанных радиосистем (СП-50, «Курс-МП») на гражданских и военных аэродромах СССР и зарубежных стран, куда поставлялись отечественные самолеты. Коллективом ОКБ в период с 1950 по 1970 годы были смонтированы, построены и введены в эксплуатацию свыше 155 систем слепой посадки на аэродромах СССР и зарубежных стран.
Опыт массовой эксплуатации систем слепой посадки позволил осуществить разработку нового накопления подобных систем: системы «Корректор», «Кросс», «Нефрит», «Нефрит-М». Комплекс контрольно-измерительной аппаратуры «Нефрит» (КИП-ЗГ-4, КПК-5, Рубин-С) по своим тактико-техническим характеристикам позволил обеспечивать посадку по нормам II категории ИКАО. Всего было разработано и внедрено в серийное производство и эксплуатацию 17 наименований приборов различного назначения («Азимут-П», КИП-ЗГ-4, КПК-3, «Рубин-С», ИИЛС, АПН, «Кросс», ИРМ-П и др.).

##### 1953—1964 гг. — УКВ радиопеленгаторы
За период 1953—1964 гг. на предприятии разрабатывались автоматические УКВ радиопеленгаторы различного назначения, включая и радиопеленгатор спецназначения «Буссоль», которые были размещены на всех аэродромах СССР, а также разработанный в 1955 году УКВ радиопеленгатор АРП-6.

##### 1958—1965 гг. — Радиолокационные станции
В ОКБ была разработана РЛС «Раскат» с высокой разрешающей способностью для лоцманской проводки судов в портах со сложной акваторией и большой загрузкой. Эти РЛС были установлены и введены в эксплуатацию в портах Ленинграда, Мариуполя, Одессы. За этот же период времени в ОКБ была разработана аппаратура документирования, контроля и тренажа для автоматизированных систем управления командных пунктов (ДКТ «Протон», «Фаза-13»), а также ряд автоматизированных систем контроля бортового оборудования для различных типов летательных аппаратов.

##### 1963—1988 гг. — ЛКБ «Зарница». Автоматизированные системы контроля
В 1964 году ОКБ было определено головной организацией Министерства радиопромышленности СССР по автоматизированному контролю бортового оборудования самолетов, а в 1966 году выделено в самостоятельную организацию ЛКБ «Зарница».
Основным направлением работ в ЛКБ «Зарница» (вошедшем в 1972 году в состав НПО «Марс», а с 1974 года после реорганизации НПО — в ЦНПО «Ленинец») в период с 1963 по 1988 годы стала разработка автоматизированных систем контроля (АСК) для 80 самолетов различного типа. Наземная АСК «Готовность» разрабатывалась с 1964 года как унифицированная система контроля бортовой авионики самолетов СУ-15 и МИГ-25П. АСК «Плутон», разрабатываемая с 1967 года, обслуживала авионику самолета СУ-24.
Последующая АСК «Уран-Т» обеспечивала проверку авионики самолета МИГ-25МП и использовала более современную элементную базу и унифицированные конструкции. На предприятии были развернуты работы по созданию микроэлектронных функциональных устройств, а также осуществлялась отраслевая координация работ в области комплексной миниатюризации РЭА.

##### 1988 г. — Научно-технический центр «Луч»
14 июля 1988 года на основании постановления ЦК КПСС и Совета Министров СССР приказом Министра радиопромышленности СССР был создан Отраслевой научно-технический центр «Луч», задачи которого включали создание новых радиоэлектронных систем для авиации (самолеты Ту-204, Ту-334, Ил-96-300, Ил-114, вертолеты МИ-8 МТ, Ми-17, Ми-34, Ми-38):
- авиационные метео-навигационные радиолокационные станции;
- радиоэлектронные системы для проводки судов в сложных условиях Арктики и Антарктики;
- системы автономной посадки летательных аппаратов.

Одним из направлений деятельности ОНТЦ «Луч» было создание аварийно-спасательной и медицинской техники для служб экстренной медицинской помощи и структур Министерства по Чрезвычайным ситуациям РФ.

##### 1990 г. — ГНПП «Радар ммс»
В 1990 году приказом Министра Радиопромышленности СССР на базе ОНТЦ «Луч» и филиала ВНИИРЭС «Сектор» было сформировано Государственное научно-производственное предприятие «Радар ммс».

##### 1993 г. — ОАО «НПП «Радар ммс»
В 1993 году ГНПП «Радар ммс» стало Открытым акционерным обществом «НПП «Радар ммс».

##### 2015 г. — АО «НПП «Радар ммс»
В 2015 году ОАО «НПП «Радар ммс» было преобразовано в Акционерное общество «Научно-производственное предприятие «Радар ммс».
В 2010, 2015 и 2019 годах АО «НПП «Радар ммс» было удостоено Благодарности Президента Российской Федерации «За большой вклад в развитие радиоэлектронной промышленности и достигнутые трудовые успехи».
С 2015 по 2018 год АО «НПП «Радар ммс» поставила оборудование и технику для производителей вооружения российским оборонным компаниям, за три года она выполнила 14 заказов для двух силовых структур. В 2020 году власти Петербурга использовали <БПЛА от «Радар ММС» для поиска горожан, нарушающих режим самоизоляции.
2022 г. — АО «НПП «Радар ммс»
После российского вторжения на Украину, АО «НПП «Радар ммс» поставляло БПЛА вооруженным силам России

## Руководство
С 2015 по 2021 год учредителем «Радар ММС» был комитет имущественных отношений Петербурга, в 2021 году компания стала акционерным обществом. Руководит компанией Георгий Анцев, он занимает должность генерального директора и генерального конструктора с 2006 года. Его сын, Иван Анцев, в 2010 году стал исполнительным директором «Радар ММС». Долями в «НПП «Радар ММС» владеет предприниматель Александр Кретов.

## Санкции
28 июня 2022 года, на фоне вторжения России на Украину, как предприятие связанное с оборонной промышленностью, включено в блокирующий санкционный список США против «путинской военной машины». 
23 февраля 2024 года предприятие было внесено в санкционный список стран Евросоюза:

Компания разрабатывает активные радиолокационные головки самонаведения АРГС-14Э, АРГС-35Э и АРГС-54E для точного наведения крылатых ракет на конечном участке траектории полета 3М-14Э, другие ракеты семейства "Калибр" включают в себя головку самонаведения АРГС-14Э или более совершенную АРГС-54Э. Х-35/35У "Уран" / 3М-24 включает головку самонаведения АРГС-35Э или модернизированный вариант Гран-КЭ. Головка самонаведения АРГС-35Э входит в состав берегового ракетного комплекса "Бал", использующего ракеты Х-35/Х-35Э... Ракеты семейства "Калибр" и модификации Х-35 используются в агрессивной войне против Украины. Таким образом, АО "НПП "Радар ММС" материально поддерживает действия которые подрывают и угрожают территориальной целостности,суверенитету и независимости Украины.— «Официальный журнал Европейского союза», Брюссель, 23 февраля 2024 года
Также, по аналогичным основаниям, предприятие находится под санкциями Великобритании, Канады, Японии, Швейцарии, Австралии, Украины и Новой Зеландии.